# Ivo Krátký
Ivo Krátký (* 1962 Šumperk) je český filmový producent.

## Životopis
Ivo Krátký se narodil v roce 1962 v Šumperku, poté žil s rodiči v Janovicích u Rýmařova a v Bruntále. V roce 1967 se celá rodina odstěhovala do Prahy. 
Absolvoval Střední průmyslovou školu filmovou v Čimelicích, kde maturoval v roce 1981 v oboru televizní a zvuková technika. Poté pokračoval ve studiu na Vysoké škole dopravy a spojů v Žilině, kde promoval v roce 1987 v oboru Technická správa telekomunikací. V roce 2004 byl promován bakalářem na Vysoké škole aplikovaného práva v Praze.
Pracoval jako programátor ve státním podniku Intersigma a poté odešel v roce 1990 do soukromého sektoru. Nejdříve pracoval jako redaktor ve vydavatelství odborné literatury PLUS, s. r. o., později v roce 1994 působil jako makléř s cennými papíry ve společnosti KB Systém, s.r.o. V roce 1996 založil investiční společnost Inter-acta, a.s., která se postupně přetransformovala ve společnost Euroclaim Praha, s.r.o., v roce 2011 založil společně s producentem BcA. Petrem Kozou producentskou společnost Bio Art Production, která se specializuje na hranou a dokumentární filmovou tvorbu.

## Práce

### Filmy
- 7 dní hříchů (režie Jiří Chlumský; premiéra listopad 2012) – koproducent
- Zejtra napořád (režie Rudolf Havlík; premiéra 17. července 2014) – producent
- Objev roku (režie Vojtěch Filčev; ve výrobě od r. 2014) – producent - ve vývoji

### Dokumentární filmy
- 5 Pravidel (režie Vavřinec Menšl, celovečerní dokument; premiéra březen 2013) – producent
- Zuzana Michnová – Jsem slavná tak akorát (režie Jitka Němcová, celovečerní dokument; premiéra srpen 2013) – producent
- Hráči: příběhy lidí kolem českého hazardu (režie Lukáš Landa; v přípravě od r. 2011) – producent - ve výrobě
- Tajemství divadla Sklep (námět Ivo Krátký, režie Olga Dabrowská; v přípravě od r. 2012) – producent - premiéra 4. května 2016
- Mánes na nábřeží (režie Vladimír Škultéty; ve výrobě od r. 2012) – producent - premiéra 2. září. 2015
- Ptáček prezidenta Putina (soubor dokumentů, režie Vojtěch Filčev, Vavřinec Menšl, Pavel Dražan a další.; ve výrobě od r. 2014) – producent - ve výrobě
- Takovej barevnej vocas letící komety (režie: Václav Kučera, 2015) - koproducent
- Miroslav Vitouš - jazzová legenda (režie: Petr Kaňka, 2017) - koproducent